# Mary Fieser
Mary Peters Fieser (* 27. Mai 1909 in Atchison, Kansas; † 22. März 1997 in Belmont, Massachusetts) war eine US-amerikanische Chemikerin.

## Leben und Wirken
Sie war die Tochter eines Englischprofessors am Carnegie Institute of Technology, wuchs in Harrisburg (Pennsylvania) auf und studierte am Bryn Mawr College mit dem Bachelor-Abschluss in Chemie 1930. Dort traf sie auch den Chemieprofessor Louis Fieser, ihren späteren Ehemann (Heirat 1932), dem sie 1930 an die Harvard University folgte. Offiziell studierte sie am Radcliffe College (nahm ihre Kurse aber überwiegend in Harvard) mit dem Master-Abschluss 1936. Sie promovierte nie, hauptsächlich weil sie Diskriminierung weiblicher Chemiker kennengelernt hatte und auch so mit ihrem Ehemann zusammenarbeiten konnte. Mit Louis Fieser arbeitete sie eng zusammen, und beide sind für ihre verschiedenen gemeinsamen Lehrbücher bekannt, unter anderem das erfolgreiche Lehrbuch Organic Chemistry (1944). An der Harvard University hatte sie nie eine bezahlte Stellung, wurde aber nach 29 Jahren in den 1960er-Jahren Research Associate (unbezahlt). Nach dem Tod von Louis Fieser setzte sie ihre Arbeit noch bis in die 1990er-Jahre fort.
Sie befasste sich mit Louis Fieser mit der Synthese von Naturprodukten wie Steroiden, zum Beispiel von Kortison. Sie synthetisierten auch Vitamin K und Derivate des Anti-Malariamittels Chinon, die sich allerdings nicht als wirksam erwiesen.
Ihr Lehrbuch der Organischen Chemie für Colleges mit Louis Fieser war für seine Zeit innovativ, es behandelte zum Beispiel Anwendungen Organischer Chemie im täglichen Leben (diese Kapitel stammten überwiegend von Mary Fieser). In späteren Auflagen waren kurze Biographien von über 450 Chemikern.
Ab 1967 gab sie mit Louis Fieser Reagents of Organic Synthesis (später Fieser’s reagents for organic synthesis), die sie nach dem Tod ihres Ehemanns mit anderen weiter herausgab (bis 1994). Die Reihe umfasste schließlich 16 Bände.
1971 erhielt sie die Garvan-Olin-Medaille der American Chemical Society. Das Louis and Mary Fieser Laboratory for Undergraduate Organic Chemistry in Harvard ist nach ihnen benannt.
Die Ehe mit Louis Fieser blieb kinderlos. Sie hatte eine Vorliebe für Katzen, von denen Zeichnungen ihren Weg in die Vorworte ihrer Bücher fanden (zuerst in Organic Chemistry 1944).

## Schriften
mit Louis Fieser:
- Organic Chemistry, Boston: D. C. Heath 1944, 3. Auflage, New York, Reinhold 1956
  - Deutsche Übersetzung: Lehrbuch der Organischen Chemie, Weinheim: VCH, 2. Auflage 1955 (Übersetzer Hans R. Hensel, Geleitwort Richard Kuhn)
- Textbook of Organic Chemistry, Boston: D. C. Heath 1950
- Style Guide for Chemists, New York: Reinhold 1960
- Introduction to Organic Chemistry, Boston: D. C. Heath 1957
- Basic Organic Chemistry, Boston: D. C. Heath 1959
- Advanced Organic Chemistry, New York: Reinhold 1961
- Topics in Organic Chemistry, New York: Reinhold 1963
- Current Topics in Organic Chemistry, ab 1964
- Natural products related to phenanthrene, 3. Auflage, New York: Reinhold 1949
- Steroids, Van Nostrand 1959